# Mustikkasaari (ö i Kajanaland, Kehys-Kainuu, lat 63,95, long 30,08)
Mustikkasaari är en ö i Finland. Den ligger i sjön Kälkänen och i kommunen Kuhmo i den ekonomiska regionen  Kehys-Kainuu  och landskapet Kajanaland, i den östra delen av landet, 500 km nordost om huvudstaden Helsingfors. Öns area är 1,9 hektar och dess största längd är 290 meter i sydöst-nordvästlig riktning.